# Stefan Buck
Stefan Buck (* 3. September 1980 in Saulgau) ist ein ehemaliger deutscher Fußballspieler und heutiger -trainer. Seit der Saison 2023/24 ist er als Co-Trainer von Dino Toppmöller in der Bundesliga für Eintracht Frankfurt aktiv.

## Spielerkarriere
Stefan Buck spielte zunächst in der Jugend für den FV Altshausen, FV Biberach, FV Ravensburg und anschließend rund ein Jahr für den FV Saulgau 04.
2000 erfolgte der Wechsel zum seinerzeit drittklassigen Regionalligisten SC Pfullendorf, für dessen erste Mannschaft er jedoch erst nach dem Abstieg 2001 in der Oberliga Baden-Württemberg zum Einsatz kam. Mit dem Team gelang der sofortige Wiederaufstieg und in den folgenden beiden Jahren war Buck Stammspieler der Mannschaft, die am Saisonende jeweils im Mittelfeld der Tabelle platziert war. So wurde man beim Ligakonkurrenten, der Amateurmannschaft des FC Bayern München, auf den jungen Mann aufmerksam und so erfolgte der Wechsel in die bayerische Landeshauptstadt. Dort erreichte er mit den Bayern-Amateuren sogleich bundesweite Aufmerksamkeit, denn die Zweitvertretung des deutschen Rekordmeisters konnte nach Siegen gegen Borussia Mönchengladbach, Alemannia Aachen und Eintracht Braunschweig das Viertelfinale des DFB-Pokals erreichen, in dem sich jedoch Werder Bremen als zu stark erwies. Nach einem Jahr beim FCB wechselte Buck in die 2. Bundesliga zum Vorortklub SpVgg Unterhaching, bei der er von Beginn an einen Platz in der Stammelf sicher hatte. Buck konnte dort auch bald seine ersten Zweitliga-Treffer verbuchen, insgesamt erzielte er in seiner ersten Saison dort in 32 Spielen sechs Tore.
In der Saison 2006/07 spielte Buck als Mannschaftskapitän meist im defensiven Mittelfeld. Im Saisonverlauf gelangen ihm fünf Treffer, darunter ein Doppeltorerfolg beim 5:1-Sieg gegen den TSV 1860 München. Infolge einer Verletzung fiel er den Großteil der Rückrunde aus und stieg mit der SpVgg in die Regionalliga ab.
Im Februar 2007 unterzeichnete Buck einen bis 30. Juni 2010 datierten Vertrag beim Karlsruher SC, für den er ab der Saison 2007/08 in der Bundesliga spielte. Eine Zehenverletzung zwang ihn, bis zum 12. Spieltag auf sein Erstliga-Debüt zu pausieren. Am 6. Mai 2008 schoss Buck sein erstes Bundesligator beim 1:1 gegen Energie Cottbus. Am 6. Dezember 2008 verhalf er dem KSC gegen Werder Bremen mit seinem 1:0-Siegtreffer zu einem wichtigen Heimerfolg, nachdem die Badener zuvor neun Wochen lang ohne Sieg geblieben waren.
Am 31. August 2009 gab der FC Augsburg die Verpflichtung des Defensivspielers bekannt. Buck unterschrieb einen Vertrag bis 2011. Bei den „Fuggerstädtern“ pendelte er zwischen der Startformation und Einsätzen als Einwechselspieler und nahm mit dem Verein schließlich an der Relegation um den Aufstieg in die Bundesliga teil, der jedoch verpasst wurde.
Im Juli 2010 wechselte Buck zum TSV 1860 München. Er begann die Saison als Stammspieler auf der linken Abwehrseite und stand im weiteren Verlauf mit Ausnahme von zwei Spielen, in denen er aufgrund von Verletzungen pausieren musste, in jeder Partie in der Startaufstellung. Anfang der Rückrunde war er dabei von der linken Außenverteidigerposition in die Innenverteidigung gerückt. Nach Ablauf seines Vertrags zum Saisonende 2011/12 kehrte Stefan Buck zur Saison 2012/13 zu den Bayern-Amateuren zurück, für die er bereits in der Saison 2004/05 gespielt hatte. Drei Jahre spielte er in der Innenverteidigung der Bayern-Reserve, teils als Kapitän, scheiterte mit dem Regionalliga-Team jedoch jeweils an der angestrebten Rückkehr in die 3.Liga, der die Bayern-Amateure von 2008 bis 2011 angehört hatten. Vor dem letzten Regionalligaspiel der Saison 2014/15, am 22. Mai 2015, wurde Buck (neben Tobias Schweinsteiger, Lennart Ingmann, Nikola Jelisic, Daniel Müller, Edwin Schwarz, Kodjovi Koussou, Alexander Sieghart und Bastian Fischer) vom FC Bayern München verabschiedet, gleichbedeutend mit dem Ende seiner Fußballerkarriere.

## Trainerkarriere
Nach seiner Spielerkarriere sammelte Buck als einer von zwei Co-Trainern bei der U15 erste Erfahrungen als Nachwuchstrainer. Im Januar 2016 wurde Buck neben Christian Saba Assistenztrainer des neuen U16-Trainers Danny Schwarz. Nachdem Schwarz im März 2017 Interimstrainer der zweiten Mannschaft des FC Bayern München wurde, übernahm Buck das Traineramt der U16 bis Saisonende. Anschließend kehrte er in seine Rolle als Co-Trainer der U16, wiederum unter Cheftrainer Schwarz, zurück. Als dieser zusammen mit dem Argentinier Martin Demichelis im Sommer 2019 Trainer der A-Junioren des FC Bayern wurde, rückten auch Buck und Saba mit auf. Nach dem Wechsel von Schwarz zur U17 im Sommer 2020 war Buck neben Christian Saba weiterhin unter Demichelis bei der U19 tätig. Zur Saison 2023/24 wechselte Buck als Co-Trainer von Dino Toppmöller zum Bundesligisten Eintracht Frankfurt.

## Sonstiges
Seit Dezember 2012 ist er mit der Schauspielerin Sandra Koltai verheiratet.